# Persone di cognome Webster
| Questa pagina contiene informazioni ricavate automaticamente dalle voci biografiche con l'ausilio del template Bio e di un bot. L'aggiornamento è periodico e automatico e ricostruisce completamente la pagina. Se manca una persona in questa lista, sei pregato di non aggiungerla, ma accertati piuttosto che la sua voce biografica contenga il template Bio e che i dati anagrafici siano correttamente compilati. Se il template Bio manca, inseriscilo tu stesso o, in alternativa, metti l'avviso {{tmp\|Bio}} che ne segnala la mancanza. Se i dati riportati sono sbagliati, correggi direttamente la voce biografica; le modifiche saranno visibili in questa lista entro pochi giorni. Per chiarimenti vedi il progetto antroponimi. La lista contiene solo le 51 persone che sono citate nell'enciclopedia e per le quali è stato implementato correttamente il template Bio. Pagina aggiornata al 23 lug 2025. |

Questa è una lista di persone presenti nell'enciclopedia che hanno il cognome Webster, suddivise per attività principale.

## Allenatori di hockey su ghiaccio(1)
- Tom Webster, allenatore di hockey su ghiaccio e hockeista su ghiaccio canadese (Kirkland Lake, n. 1948 - † 2020)

## Attori(3)
- Ben Webster, attore inglese (Londra, n. 1864 - Hollywood, † 1947)
- Derek Webster, attore statunitense (Bakersfield, n. 1968)
- Victor Webster, attore canadese (Calgary, n. 1973)

## Attori teatrali(1)
- John Webster, attore teatrale statunitense (n. 1879 - New York, † 1925)

## Attrici(2)
- Elizabeth Webster, attrice britannica (Rochester)
- Margaret Webster, attrice e regista teatrale britannica (New York, n. 1905 - Londra, † 1972)

## Aviatori(1)
- Sidney Webster, aviatore e militare britannico (Walsall, n. 1900 - † 1984)

## Bassisti(1)
- Alex Webster, bassista statunitense (Akron, n. 1969)

## Calciatori(7)
- Andy Webster, ex calciatore scozzese (Dundee, n. 1982)
- Adam Webster, calciatore inglese (Chichester, n. 1995)
- Adrian Webster, calciatore inglese (Colchester, n. 1951 - † 2023)
- Charlie Webster, calciatore inglese (Kingston upon Thames, n. 2004)
- Colin Webster, calciatore gallese (Cardiff, n. 1932 - † 2001)
- Harry Webster, calciatore inglese (Sheffield, n. 1930 - Bolton, † 2008)
- Ron Webster, ex calciatore inglese (Belper, n. 1943)

## Cantanti(1)
- Nikki Webster, cantante e attrice australiana (Sydney, n. 1987)

## Cestisti(6)
- Jeff Webster, ex cestista statunitense (Pine Bluff, n. 1971)
- Corey Webster, cestista neozelandese (Auckland, n. 1988)
- Elnardo Webster, cestista statunitense (Jersey City, n. 1948 - Morristown, † 2022)
- Martell Webster, ex cestista statunitense (Edmonds, n. 1986)
- Marvin Webster, cestista statunitense (Baltimora, n. 1952 - Tulsa, † 2009)
- Tai Webster, cestista neozelandese (Auckland, n. 1995)

## Drammaturghi(1)
- John Webster, drammaturgo britannico

## Fotografi(1)
- Hartley Webster, fotografo neozelandese (Middleton, n. 1818 - Auckland, † 1906)

## Giocatori di football americano(4)
- Corey Webster, giocatore di football americano statunitense (Vacherie, n. 1982)
- Kayvon Webster, giocatore di football americano statunitense (Miami, n. 1991)
- Ken Webster, giocatore di football americano statunitense (Decatur, n. 1996)
- Mike Webster, giocatore di football americano statunitense (Tomahawk, n. 1952 - Pittsburgh, † 2002)

## Grecisti(1)
- Thomas Bertram Lonsdale Webster, grecista britannico (n. 1905 - Stanford, † 1974)

## Imprenditori(1)
- David Webster, imprenditore inglese (Dundee, n. 1903 - Brighton, † 1971)

## Militari(1)
- William H. Webster, ex militare, funzionario e giurista statunitense (Saint Louis, n. 1924)

## Monaci cristiani(1)
- Agostino Webster, monaco cristiano e abate inglese (Tyburn, † 1535)

## Musicisti(1)
- Charles Webster, musicista e produttore discografico britannico (Matlock)

## Pallanuotiste(1)
- Rowena Webster, pallanuotista australiana (Melbourne, n. 1987)

## Pallavoliste(1)
- Bailey Webster, pallavolista statunitense (Round Rock, n. 1991)

## Parolieri(1)
- Paul Francis Webster, paroliere statunitense (New York, n. 1907 - Beverly Hills, † 1984)

## Piloti motociclistici(1)
- Steve Webster, pilota motociclistico britannico (Easingwold, n. 1960)

## Pistard(1)
- Sam Webster, pistard neozelandese (Auckland, n. 1991)

## Politici(2)
- Daniel Webster, politico statunitense (Salisbury, n. 1782 - Marshfield, † 1852)
- Daniel Webster, politico statunitense (Charleston, n. 1949)

## Rugbisti a 15(2)
- Richard Webster, ex rugbista a 15 gallese (Morriston, n. 1967)
- Simon Webster, ex rugbista a 15 scozzese (Hartlepool, n. 1981)

## Sassofonisti(1)
- Ben Webster, sassofonista statunitense (Kansas City, n. 1909 - Amsterdam, † 1973)

## Scrittori(1)
- Noah Webster, scrittore, editore e lessicografo statunitense (West Hartford, n. 1758 - † 1843)

## Scrittrici(2)
- Hannah Webster Foster, scrittrice statunitense (Salisbury - Montréal, † 1840)
- Jean Webster, scrittrice statunitense (Fredonia, n. 1876 - New York, † 1916)

## Trombettisti(1)
- Freddie Webster, trombettista statunitense (Cleveland, n. 1916 - Chicago, † 1947)

## Tuffatori(1)
- Robert Webster, tuffatore statunitense (Berkeley, n. 1939)

## Velocisti(1)
- Terrone Webster, velocista anguillano (n. 2004)

## Senza attività specificata(1)
- Mary Webster, statunitense (Hadley)